# Vice-chancelier (Autriche)
Le vice-chancelier (en allemand, Vizekanzler) est le membre du gouvernement fédéral autrichien qui peut être appelé à suppléer le chancelier fédéral.
Depuis le 3 mars 2025, le vice-chancelier est Andreas Babler.

## Considérations institutionnelles

### Nomination
Comme les autres ministres fédéraux, le vice-chancelier est nommé par le président fédéral sur proposition du chancelier fédéral (article 70, alinéa 1, de la loi constitutionnelle fédérale du 1er octobre 1920).
Lorsque l'Autriche est dirigée par un gouvernement de coalition, il est d'usage que le vice-chancelier soit issu du parti politique le moins important.

### Fonctions
Selon l'article 69, alinéa 2, de la loi constitutionnelle fédérale, « le vice-chancelier est appelé à représenter le chancelier fédéral dans l'ensemble de son domaine d'action. Dans le cas d'un empêchement simultané du chancelier fédéral et du vice-chancelier, le président fédéral confie la représentation à un membre du gouvernement fédéral ».
Dans le système politique autrichien, le chancelier, le vice-chancelier et les ministres sont juridiquement égaux. Dans la pratique toutefois, le vice-chancelier ne dispose pas d'un réel domaine d'action qui lui soit propre, c'est pourquoi il est d'usage de lui confier la gestion d'un département ministériel.

## Titulaires

### Depuis 1945
| Nom et portefeuille | Nom et portefeuille                                                                                      | Dates du mandat | Dates du mandat | Parti  | Gouvernement(s)                        |
| ------------------- | --- | --------------- | --------------- | ------ | -------------------------------------- |
|                     | Adolf Schärf Sans portefeuille                                                                           | 20/12/1945      | 22/05/1957      | SPÖ    | Figl I, II et III Raab I et II         |
|                     | |                 |                 |        |                                        |
|                     | Bruno Pittermann Sans portefeuille Transports et Électricité (14/12/1962) Sans portefeuille (27/03/1963) | 29/07/1959      | 19/04/1966      | SPÖ    | Raab III et IV Gorbach I et II Klaus I |
|                     | Fritz Bock Commerce, Artisanat et Industrie                                                              | 19/04/1966      | 19/01/1968      | ÖVP    | Klaus II                               |
|                     | Hermann Withalm Sans portefeuille                                                                        | 19/01/1968      | 03/03/1970      | ÖVP    | Klaus II                               |
|                     | Rudolf Häuser Affaires sociales                                                                          | 21/04/1970      | 30/09/1976      | SPÖ    | Kreisky I, II et III                   |
|                     | Hannes Androsch Finances                                                                                 | 01/10/1976      | 20/01/1981      | SPÖ    | Kreisky III et IV                      |
|                     | Fred Sinowatz Enseignement                                                                               | 20/01/1981      | 24/05/1983      | SPÖ    | Kreisky IV                             |
|                     | Norbert Steger Commerce, Artisanat et Industrie                                                          | 24/05/1983      | 21/01/1988      | FPÖ    | Sinowatz Vranitzky I                   |
|                     | Alois Mock Affaires étrangères                                                                           | 21/01/1987      | 17/12/1990      | ÖVP    | Vranitzky II                           |
|                     | Josef Riegler Fédéralisme et Réforme administrative                                                      | 17/12/1990      | 02/07/1991      | ÖVP    | Vranitzky III                          |
|                     | Erhard Busek Science et Recherche Enseignement et Affaires culturelles (29/11/1994)                      | 02/07/1991      | 04/05/1995      | ÖVP    | Vranitzky III et IV                    |
|                     | Wolfgang Schüssel Affaires étrangères                                                                    | 04/05/1995      | 04/02/2000      | ÖVP    | Vranitzky IV et V Klima                |
|                     | Susanne Riess-Passer Fonction publique et Sports                                                         | 04/02/2000      | 28/02/2003      | FPÖ    | Schüssel I                             |
|                     | Herbert Haupt Sécurité sociale, Générations et Protection des consommateurs                              | 28/02/2003      | 21/10/2003      | FPÖ    | Schüssel II                            |
|                     | Hubert Gorbach Transports, Innovation et Technologie                                                     | 21/10/2003      | 11/01/2007      | FPÖ    | Schüssel II                            |
|                     | Wilhelm Molterer Finances                                                                                | 11/01/2007      | 02/12/2008      | ÖVP    | Gusenbauer                             |
|                     | Josef Pröll Finances                                                                                     | 02/12/2008      | 21/04/2011      | ÖVP    | Faymann I                              |
|                     | Michael Spindelegger Affaires européennes et internationales Finances (15/12/2013)                       | 21/04/2011      | 01/09/2014      | ÖVP    | Faymann I et II                        |
|                     | Reinhold Mitterlehner Science, Recherche et Économie                                                     | 01/09/2014      | 17/05/2017      | ÖVP    | Faymann II Kern                        |
|                     | Wolfgang Brandstetter Justice                                                                            | 17/05/2017      | 18/12/2017      | Sans   | Kern                                   |
|                     | Heinz-Christian Strache Fonction publique et Sports                                                      | 18/12/2017      | 22/05/2019      | FPÖ    | Kurz I                                 |
|                     | Hartwig Löger Finances                                                                                   | 22/05/2019      | 28/05/2019      | ÖVP    | Kurz I                                 |
|                     | |                 |                 |        |                                        |
|                     | Clemens Jabloner Constitution, Réformes, Déréglementation et Justice                                     | 03/06/2019      | 01/10/2019      | Sans   | Bierlein                               |
|                     | |                 |                 |        |                                        |
|                     | Werner Kogler Arts, Culture, Fonction publique et Sports                                                 | 07/01/2020      | 02/10/2024      | Grünen | Kurz II Schallenberg Nehammer          |
|                     | |                 |                 |        |                                        |
|                     | Andreas Babler Logement, Arts, Culture, Médias et Sports                                                 | 03/03/2025      | En cours        | SPÖ    | Stocker                                |